# Języki Cross-River
Języki Cross-River – grupa języków nigero-kongijskich, klasyfikowanych w obrębie podgrupy benue-kongijskiej. Języki te używane są przez około 10 milionów ludzi w południowej Nigerii i Beninie. Do najważniejszych języków tej grupy zaliczają się: język ibibio i język efik.